# 山川朝信
山川 朝信（やまかわ とものぶ）は、安土桃山時代の武将・大名。下野国山川領主。

## 略歴
山川氏は代々結城氏の重臣であり、朝信は結城晴朝に仕えた。
天正18年（1590年）の小田原征伐後、豊臣秀吉に2万石の所領を安堵される。慶長5年（1600年）の関ヶ原の戦いでは東軍に付き、結城秀康に従い上杉氏に備えた。しかし、慶長6年（1601年）8月、上杉氏と内通していたことが発覚して改易となった。同年、嫡男の山川菊松(朝貞・11歳)は結城秀康に従って越前に入国した。
その後は、晴朝の養子・秀康に仕えたという。嫡男の朝貞は、越前国吉田郡花谷（現福井県福井市北西部）1万7000石の封を得て重臣に列した。